# SHINE (浜尾京介の曲)
『SHINE』（シャイン）は、浜尾京介のセカンド・シングルCD。2011年5月25日にノベルサウンズより発売である。

## 概要
前作「君を見つけたい」からの2年リリース第2弾。マーベラスエンターテイメントを脱退しソロアーティストとして活動している浜尾京介の、インディーズ・メーカー移籍後初、かつ、初のシングルである。
プロデュースのplay of colourが新たに書き下ろした楽曲「SHINE」がアルバム『7 COLORS』と同時リリース発売であり、タイトル曲はアルバム未収録。 
発売日の前後には、渋谷スクランブル交差点の大型ビジョンで、スポットCMが放映された。その様子はYouTubeで閲覧できる。

## 曲目リスト
1. SHINE [3:59]
  - 作詞・作曲・編曲：play of colour
2. Extra Name [3:04]
  - 作詞・作曲・編曲：play of colour
3. SHINE (Instrumental) [3:59]
4. Extra Name (Instrumental) [3:02]